# ناصر خمیر
ناصر خمیر (عربی: ناصر خمير؛ زادهٔ ۱۹۴۸) نویسنده، کارگردان، داستان سرای و هنرمند اهل کشور تونس است. 

## فیلمشناسی
- آوارگان صحرا (به فرانسوی: Les baliseurs du désert)- محصول سال ۱۹۸۴
- Le collier perdu de la colombe محصول سال ۱۹۹۱
- بابا عزیز: شاهزاده ای که روحش را سگالید محصول سال ۲۰۰۵